# Nie yin niang
Cike Nie Yin Niang (Chinees: 聶隱娘 - internationale titel: The Assassin) is een Taiwanese martialartsfilm  uit 2015, geregisseerd door Hou Hsiao-Hsien. De film ging in première op 21 mei op het Filmfestival van Cannes.

## Verhaal
Het verhaal speelt zich af in China tijdens de Tang-dynastie in de 9e eeuw. Een vrouwelijke huurmoordenaar (Shu Qi) begint te twijfelen over haar loyaliteit wanneer ze verliefd wordt op een van haar doelwitten.

## Rolverdeling
| Acteur            | Personage                                |
| ----------------- | ---------------------------------------- |
| Shu Qi            | Nie Yinniang (聶隱娘)                    |
| Chang Chen        | Tian Ji'an (田季安)                      |
| Zhou Yun          | Lady Tian, Tian Ji'an's vrouw            |
| Ethan Juan        | Xia Jing, Tian Ji'an's bodyguard         |
| Nikki Hsieh       | Huji, Tian Ji'an's concubine en danseres |
| Ni Dahong         | Nie Feng, Nie Yinniangs vader            |
| Yong Mei          | Lady Nie Tian, Nie Yinniangs moeder      |
| Fang-Yi Sheu      | Prinses Jiacheng / Jiaxin                |
| Tsumabuki Satoshi | de Spiegelpoetser                        |
| Lei Zhenyu        | Tian Xing                                |
| Jacques Picoux    | Kong Kong                                |

## Prijzen en nominaties
| jaar | prijs                   | categorie   | genomineerde(n) | uitslag  |
| ---- | ----------------------- | ----------- | --------------- | -------- |
| 2015 | Filmfestival van Cannes | Beste regie | Hou Hsiao-Hsien | Gewonnen |

## Productie
De eerste opnames met acteur Tsumabuki Satoshi gebeurden in 2010 en de rest van het filmen begon in oktober 2012. De opnames herstartten in november 2013 en eindigden na 15 maanden op 13 januari 2014 in Taiwan. De productie werd met verschillende pauzes tussendoor gefilmd, mede door budgetproblemen en drukke agenda’s van de acteurs. Het budget van de film bedroeg 90 miljoen yen (circa 14,9 miljoen US$). De film kreeg verscheidene subsidies van de Taiwanese regering, 15 miljoen NT$ (501.000 US$) in 2005, 80 miljoen NT$ in 2008 (2.67 miljoen US$) en 20 miljoen NT$ (668.000 US$) in 2010 en de andere helft van het budget kwam uit China.
De film werd geselecteerd als Taiwanese inzending voor de beste niet-Engelstalige film voor de 88ste Oscaruitreiking.